# Телефонный план нумерации Франции
Телефонный план нумерации Франции — диапазоны телефонных номеров, выделяемых различным пользователям телефонной сети общего пользования во Франции, специальные номера и другие особенности набора для совершения телефонных вызовов. Все международные номера пользователей данной телефонной сети имеют общее начало +33 — называемый префиксом или телефонным кодом страны.
Нынешний телефонный план нумерации Франции действует с 18 октября 1996 года. В соответствии с ним телефонные номера во Франции, включая её Заморский департамент и некоторые из стран Заморского сообщества, состоят из 10 цифр.

5 географических регионов

Первые две цифры зависят от географической принадлежности абонента:
- 01 — Париж и Иль-де-Франс
- 02 — северо-запад Франции и владения в Индийском океане
- 03 — северо-восток Франции
- 04 — юго-восток Франции
- 05 — юго-запад Франции и владения в Атлантическом океане
- 06 и 07 — мобильные номера
- 08 — номера особой тарификации (бесплатные 0800 и повышенной стоимости)
- 09 — интернет-телефония